# Дороті Бойд
Дороті Бойд (англ. Dorothy Boyd; 14 квітня 1907—1996) — англійська кіноактриса, знялася у більш ніж 30 фільмах між 1926 і 1940 роками.
Народилася в Сандерстеді, Суррей, Англія, і померла в Англії. Не маючи попереднього сценічного досвіду, вона прийшла до кіно, коли знялася в трьох короткометражних фільмах, знятих у системі запису звуку Phonofilm, «По коліно в ромашках» (1926), «Смертний вирок» (1927) і «Зломщик і дівчина». (1928). Режисер був вражений нею і привернув увагу Альфреда Гічкока, який взяв її на роль у своєму повнометражному фільмі «Легка поведінка» (1928).